# Eileen Campbell
Pour les articles homonymes, voir Campbell.
Eileen Campbell, née le 17 septembre 2000 à Feldkirch en Autriche, est une footballeuse internationale autrichienne jouant au poste d'Attaquante à l'Union Berlin.

## Biographie
Eileen Campbell est la fille d'une Nord-Irlandaise.

### En club
Eileen Campbell commence le football à l'âge de 8 ans au SC Tisis pendant presque cinq ans. Après un bref passage au FC Sulz, elle signe dans la section féminine du FC Blau-Weiß Feldkirch. Ses performances lors de la saison 2014-2015 avec les moins de 16 ans de cette équipe lui valent une invitation du SC Fribourg à venir s'entraîner.
Puis elle rejoint le haut niveau en signant au FC Rotweiß Rankweil, club de deuxième division autrichienne. En quatre saisons, elle y inscrit 38 buts en 48 matchs. Elle découvre ensuite la première division en s'engageant en 2019 avec le FFC Vorderland. Jusque fin 2023, elle y inscrit 35 buts en 67 matchs.
Le 28 novembre 2023, le SC Fribourg annonce sa signature pour 2024.

### En sélection
Eileen Campbell est dans un premier temps appelée avec les moins de 17 ans de l'équipe d'Autriche, mais a dû attendre, car elle ne possédait que la nationalité britannique à ce moment-là. Elle a cependant obtenu la nationalité autrichienne à temps, en décembre 2015, et a pu également jouer avec les moins de 19 ans autrichiennes.
Elle honore sa première sélection en équipe d'Autriche le 15 novembre 2022 à la 66ème minute contre Slovaquie.

## Distinctions
Eileen Campbell est élue meilleure footballeuse de l'année 2022 du Vorarlberg et meilleure joueuse du championnat d'Autriche féminin de football 2022-2023.